# مارك لوي
مارك لوي (بالإنجليزية: Mark Lowe)‏ (و. 1983  م) هو لاعب كرة قاعدة، من الولايات المتحدة، ولد في هيوستن، تكساس، يلعب كرامٍ مساعد ‏.

## روابط خارجية
- مارك لوي على موقع دوري كرة القاعدة الرئيسي (الإنجليزية)
- مارك لوي على موقعبيزبول رفرنس.كوم (الدوري الرئيسي) (الإنجليزية)
- مارك لوي على موقعبيزبول رفرنس.كوم (الدوري الثانوي) (الإنجليزية)
- مارك لوي على موقع إي إس بي إن.كوم (أم.أل.بي) (الإنجليزية)
- مارك لوي على موقع مشجعي الرسوم البيانية (الإنجليزية)